# Miguel Sanz
Miguel Sanz Sesma (ur. 16 września 1952 w Corelli) – hiszpański polityk i ekonomista, długoletni przewodniczący Unii Ludowej Nawarry i prezydent Nawarry.

## Życiorys
Ukończył studium nauczycielskie, w późniejszych latach studiował w IESE Business School na Uniwersytecie Nawarry. Pracował w grupie kredytowej Caja Rural jako dyrektor w Corelli i Cintruénigo.
W 1979 został członkiem Unii Ludowej Nawarry, był wiceprezesem tego ugrupowania, a w 1997 stanął na jego czele. W latach 1983–1991 pełnił funkcję burmistrza Corelli. Również w 1983 po raz pierwszy został wybrany na posła do regionalnego parlamentu, w którym zasiadał do 2011 (przez siedem kadencji). Od 1991 do 1995 pełnił funkcję wiceprezydenta rządu tej wspólnoty. W 1996 objął urząd prezydenta Nawarry. Reelekcję uzyskiwał po wyborach regionalnych w 1999, 2003 i 2007.
W 2009 ustąpił z kierowania UPN, a w 2011 odszedł ze stanowiska w administracji regionalnej. Na obu funkcjach zastąpiła go Yolanda Barcina.